# Hryhorij Kriss
Hryhorij Jakovytj Kriss (ukrainska: Григорій Якович Крісс), född den 24 december 1940 i Kiev, Ukrainska SSR, Sovjetunionen (nu Ukraina), är en sovjetisk fäktare.
Han tog OS-brons i herrarnas lagtävling i värja i samband med de olympiska fäktningstävlingarna 1972 i München.